# Aderus grandiceps
Aderus grandiceps é uma espécie de inseto besouro da família Aderidae. Foi descrita cientificamente por Maurice Pic em 1900.

## Distribuição geográfica
Habita na Sumatra (Indonésia).